# Tifis

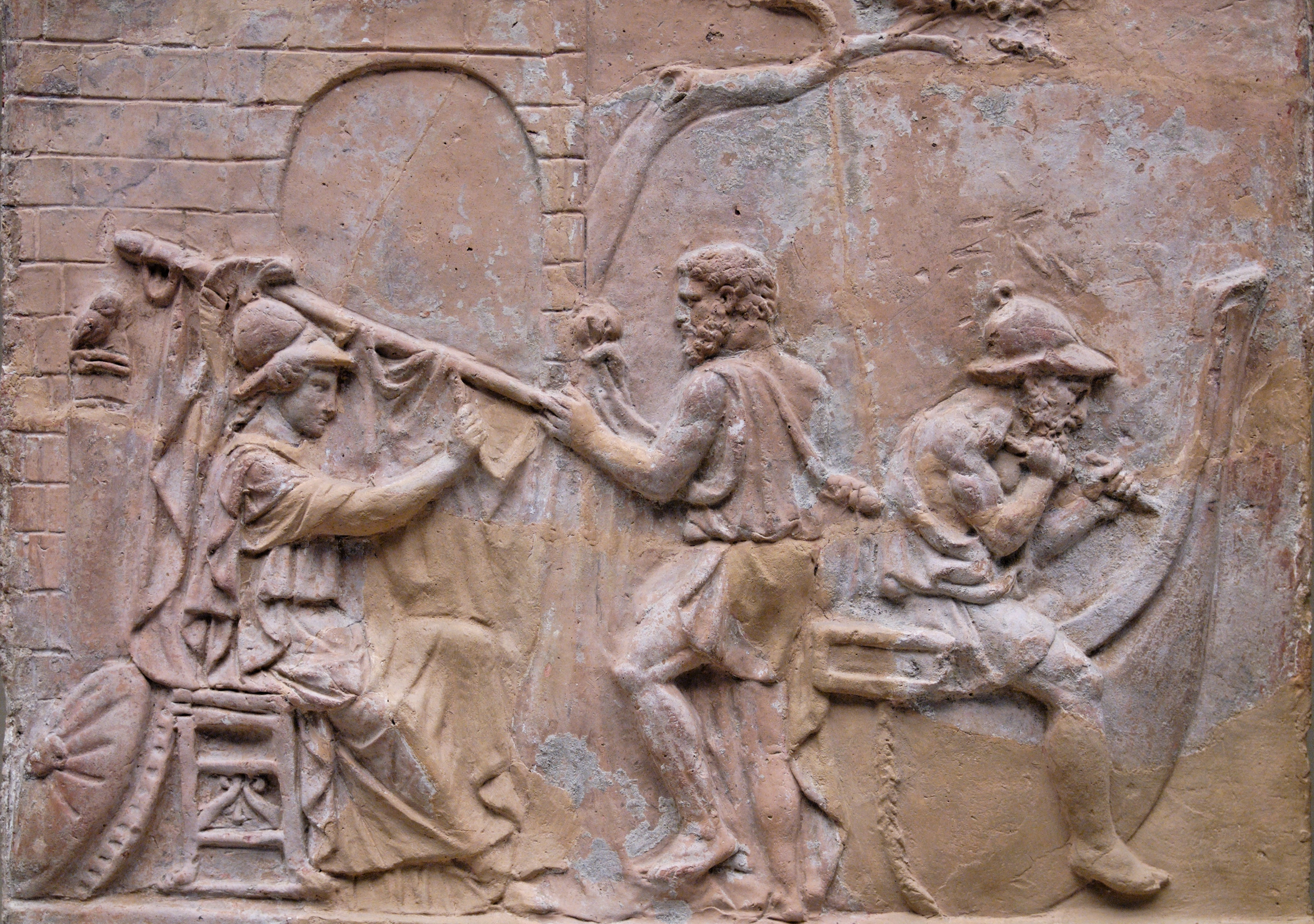
Construcció de l'Argo. Atena, Tifis i Argos

Tifis (grec antic: Τίφυς) va ser, segons la mitologia grega, el primer timoner de la nau Argo, que transportà els argonautes. Era fill d'Hàgnias, i va néixer a Sifes, a Beòcia. Tenia un coneixement molt profund dels vents i del moviment dels astres, que li havia transmès la mateixa Atena. Mai, però, pren part en cap combat a terra ferma. Tifis no va acabar l'expedició, ja que va morir de malaltia a la cort del rei Licos, al país dels mariandins, a les ribes del Pont Euxí. El seu successor va ser Dàscil, un fill de Licos, o, segons altres fonts, Anceu.